# Владислав Януш
Владислав Януш e бивш български футболист.

## Състезателна кариера
Юноша и футболист на Асеновец Асеновград.
Започва работа като треньор в Асеновец Асеновград. Кондиционен треньор в школите на Локомотив Пловдив и Берое Стара Загора от 2011 до март 2015. Старши треньор на Верея Стара Загора в тандем с Живко Желев от март 2015 до юни 2016. Работи като помощник треньор на Живко Желев в Литекс Ловеч от юли 2016. Анализатор на националния отбор по футбол на България при Петър Хубчев. Работи като помощник треньор на Рашад Сахидов на националния отбор на Азербайджан до 21 години през 2018. На 1 март 2019 започва работа като помощник треньор на Арда Кърджали при Стойчо Стоев и остава и при Стамен Белчев. През юли 2017 напуска тима. На 17 юли се присъединява като помощник треньор в ЦСКА отново при Стамен Белчев. Напуска тима на 26 октомври 2020.